# اعکوران
اعکوران (به عربی: إعکوران) یک شهرداری در الجزایر است که در استان تیزی وزو واقع شده‌است.